# 布萊恩·費瑞
布萊恩·費瑞，CBE（1945年9月26日—），是英國歌手與詞曲作家。他的歌聲被描述為「優雅而誘人的低吟」。他還建立了鮮明的形象和服飾風格；根據《獨立報》的說法，費瑞與他的同進大衛·鮑伊用他們的音樂和外表影響了一代人。英國作家彼得·約克稱費瑞為「一件應該要被掛在泰特美術館的藝術品」。
費瑞知名於身為華麗藝術搖滾樂團羅西音樂的主唱兼主詞曲作家，樂團自1972年至1982年間在英國擄獲3張榜首專輯和10首前十名單曲。他們的著名歌曲包括〈Virginia Plain〉、〈Street Life〉、〈Love Is the Drug〉、〈Dance Away〉、〈Angel Eyes〉、〈Over You〉、〈Oh Yeah〉、〈Jealous Guy〉、〈Avalon〉和〈More than This〉。
費瑞於1973年開始他的個人事業生涯，儘管當時他還是羅西音樂的一員。他早期的熱門歌曲有〈A Hard Rain's a-Gonna Fall〉、〈Let's Stick Together〉和〈This Is Tomorrow〉。費瑞在羅西音樂於1982年發行最後一張專輯《Avalon》後解散了樂團，並專注於個人事業中。1985年，費瑞的專輯《Boys and Girls》和其中的主打歌〈Slave to Love〉和〈Don't Stop the Dance〉均在榜上奪得佳績。合計費瑞個人和羅西音樂時期的銷量，他已經在全球銷售了超過3000萬張專輯。
除了自己是一位多產的歌曲作者之外，費瑞也錄製許多翻唱歌曲，如翻唱收錄於美國流行金曲簿歌曲的專輯《These Foolish Things》（1973年）、《Another Time, Another Place》（1974年）、《Let's Stick Together》（1976年）和《As Time Goes By》（1999年），以及翻唱自巴布·狄倫的《Dylanesque》（2007年）。2019年，費瑞以羅西音樂成員身分入選搖滾名人堂。

## 作品
錄音室專輯
- 《These Foolish Things（英语：These Foolish Things (album)）》（1973年10月5日）
- 《Another Time, Another Place（英语：Another Time, Another Place (album)）》（1974年7月5日）
- 《Let's Stick Together（英语：Let's Stick Together）》（1976年9月）
- 《In Your Mind（英语：In Your Mind (album)）》（1977年2月1日）
- 《The Bride Stripped Bare（英语：The Bride Stripped Bare (album)）》（1978年9月1日）
- 《Boys and Girls（英语：Boys and Girls (album)）》（1985年6月3日）
- 《Bête Noire（英语：Bête Noire (album)）》（1987年11月2日）
- 《Taxi（英语：Taxi (Bryan Ferry album)）》（1993年4月13日）
- 《Mamouna（英语：Mamouna）》（1994年9月5日）
- 《As Time Goes By（英语：As Time Goes By (Bryan Ferry album)）》（1999年10月25日）
- 《Frantic（英语：Frantic (album)）》（2002年4月15日）
- 《Dylanesque（英语：Dylanesque）》（2007年3月5日）
- 《Olympia（英语：Olympia (Bryan Ferry album)）》（2010年10月25日）
- 《The Jazz Age（英语：The Jazz Age (The Bryan Ferry Orchestra album)）》（2012年11月26日）
- 《Avonmore（英语：Avonmore (album)）》（2014年11月17日）
- 《Bitter-Sweet（英语：Bitter-Sweet (Bryan Ferry album)）》（2018年11月30日）
- 《Loose Talk》（2025年4月25日）